# Nomen agentis
In linguistica, il nomen agentis (plurale nomina agentis) o nome d'agente è un nome derivato che designa colui che compie un'azione . La base su cui il nome è formato può essere un verbo o una radice verbale, ma può essere anche un altro sostantivo o altra parte del discorso.
In italiano esistono diversi modi di formare un nomen agentis. Il principale consiste nella suffissazione a un tema verbale di -(t)ore per il maschile, -(t)rice per il femminile. Per esempio, da accusare: nomen agentis accusatore/accusatrice. Un suffisso -ista forma anch'esso nomina agentis, a partire sia da verbi (collezionare > collezionista) sia da nomi (arte > artista "colui che esercita un'arte") o da altre parti del discorso (qualunquista) o addirittura interi sintagmi (menefreghista). Altro espediente frequente per formare nomi d'agente in italiano è l'uso sostantivato del participio presente: agente, amante, mendicante, ecc. Ma una lista completa dei morfemi di derivazione dei nomi d'agente in italiano sarebbe molto lunga: -one (es. mangione), -iere (faccendiere...), -aio (fornaio...), ecc. A volte questa varietà di formazioni viene sfruttata per esprimere diverse sfumature di significato (si veda ad esempio la differenza tra credente e credulone o tra dormiente e dormiglione: in questi casi il suffisso in -one aggiunge una sfumatura emotiva che manca nel participio sostantivato).
A volte la base su cui un nome d'agente era stato formato già in latino è oggi scomparsa o si è molto modificata in italiano, per cui il nomen agentis è identificabile come tale solo per la presenza del suffisso: pastore (esiste pascere, arcaico), dottore (latino doctor da docere "insegnare"), attore (lat. actor da agere "fare"), ecc.
Nelle lingue germaniche come l'inglese  o il tedesco, è molto diffuso un suffisso -er per formare nomi d'agente. Ad esempio driver "guidatore" da drive "guidare", ma è anche usato il suffisso -or (per influsso probabilmente del latino tanto che è usato appunto in lemmi presi a prestito dal latino) come in actor "attore" o vendor ma anche in lemmi autoctoni come warrior "guerriero"; in tedesco il suffisso -or è molto meno usato: Schreiber "scrittore" da schreiben "scrivere" .